# Athesia Kalenderverlag
Die Athesia Kalenderverlag GmbH ist eine Holding mit Sitz in Unterhaching bei München.

## Geschichte
Die Holding wurde von der Bibliographisches Institut & F. A. Brockhaus AG und dem Heye Verlag am 1. April 2008 als KV&H Verlag GmbH gegründet. In die Holding eingeflossen sind der Kalenderverlag Mannheim und der Heye Verlag. Der KV&H Verlag vereinte die Kalenderverlage Heye Verlag, Weingarten Verlag und Harenberg Verlag sowie die unter den Marken Brockhaus, Duden und Meyers erscheinenden Kalender. Damit entstand Deutschlands größtes Kalenderangebot mit einem Umsatzvolumen von über 35 Millionen Euro.
Bis zum 2. November 2015 gehörte der KV&H Verlag zur Franz Cornelsen Bildungsgruppe, bevor er von der Südtiroler Druck- und Verlagsgruppe Athesia übernommen wurde.
Zum 1. Dezember 2017 wurde der Name des Unternehmens von KV&H Verlag GmbH geändert in Athesia Kalenderverlag GmbH.
Zum 1. Januar 2018 übernahm der Athesia Kalenderverlag das Kalenderprogramm des auf Sylt beheimateten Eiland Verlags.
Im April 2018 übernahm der Athesia Kalenderverlag die Calendaria AG aus Immensee in der Schweiz.

## Verlagstätigkeit
Der Athesia Kalenderverlag druckt mit über 1000 Titeln zehn Millionen Kalender pro Jahr, daneben erscheinen Puzzles und Geschenkbücher. Die Geschäftsführung hat Jürgen Horbach inne, Verlagsleiterin ist Paulette Lamber. Vorsitzender des Beirats ist Michl Ebner. Der Athesia Kalenderverlag beschäftigt an den Standorten in Dortmund und Unterhaching rund 120 Mitarbeiter. Der Jahresumsatz des Unternehmens beläuft sich auf rund 31 Millionen Euro (Stand 2017).
Der Athesia Kalenderverlag ist in Deutschland Marktführer im Kalendergeschäft mit einem Anteil von knapp 30 Prozent (Stand 2016). Auch in Österreich, der Schweiz und Südtirol hat der Verlag die Marktführerschaft inne.